# FIBA EuroBasket All-Tournament Teams
Il FIBA EuroBasket All-Tournament Teams è il riconoscimento che la FIBA Europe conferisce ad ogni edizione degli Europei di pallacanestro ai migliori giocatori che si sono distinti nel corso del torneo.

## Vincitori

Krešimir Ćosić, inserito cinque volte nel miglior quintetto

Dražen Dalipagić, inserito tre volte nel miglior quintetto

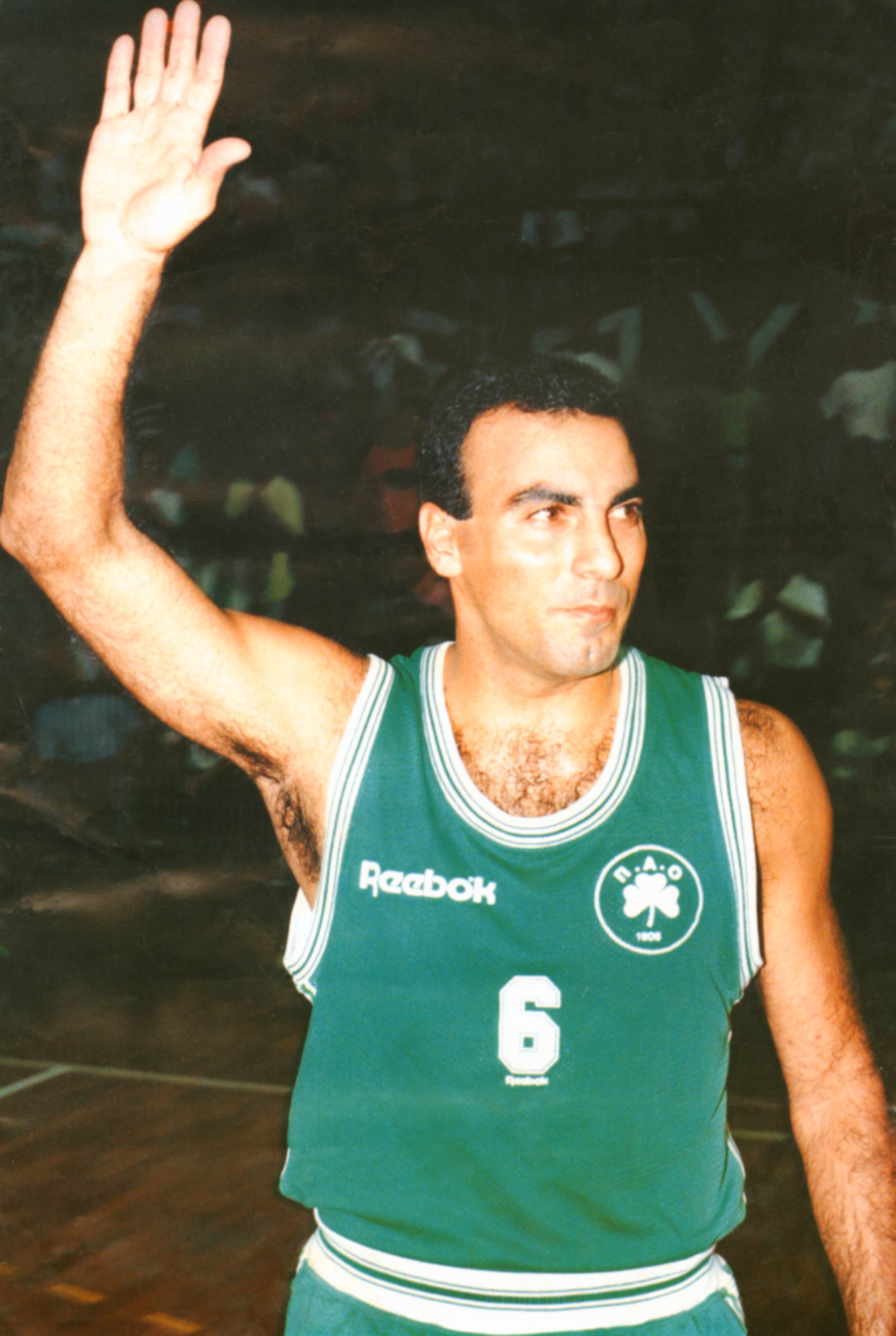
Nikos Galīs, inserito quattro volte nel miglior quintetto

Arvydas Sabonis, inserito tre volte nel miglior quintetto

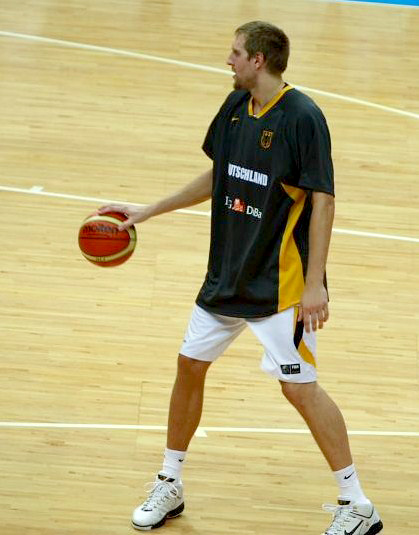
Dirk Nowitzki, inserito tre volte nel miglior quintetto

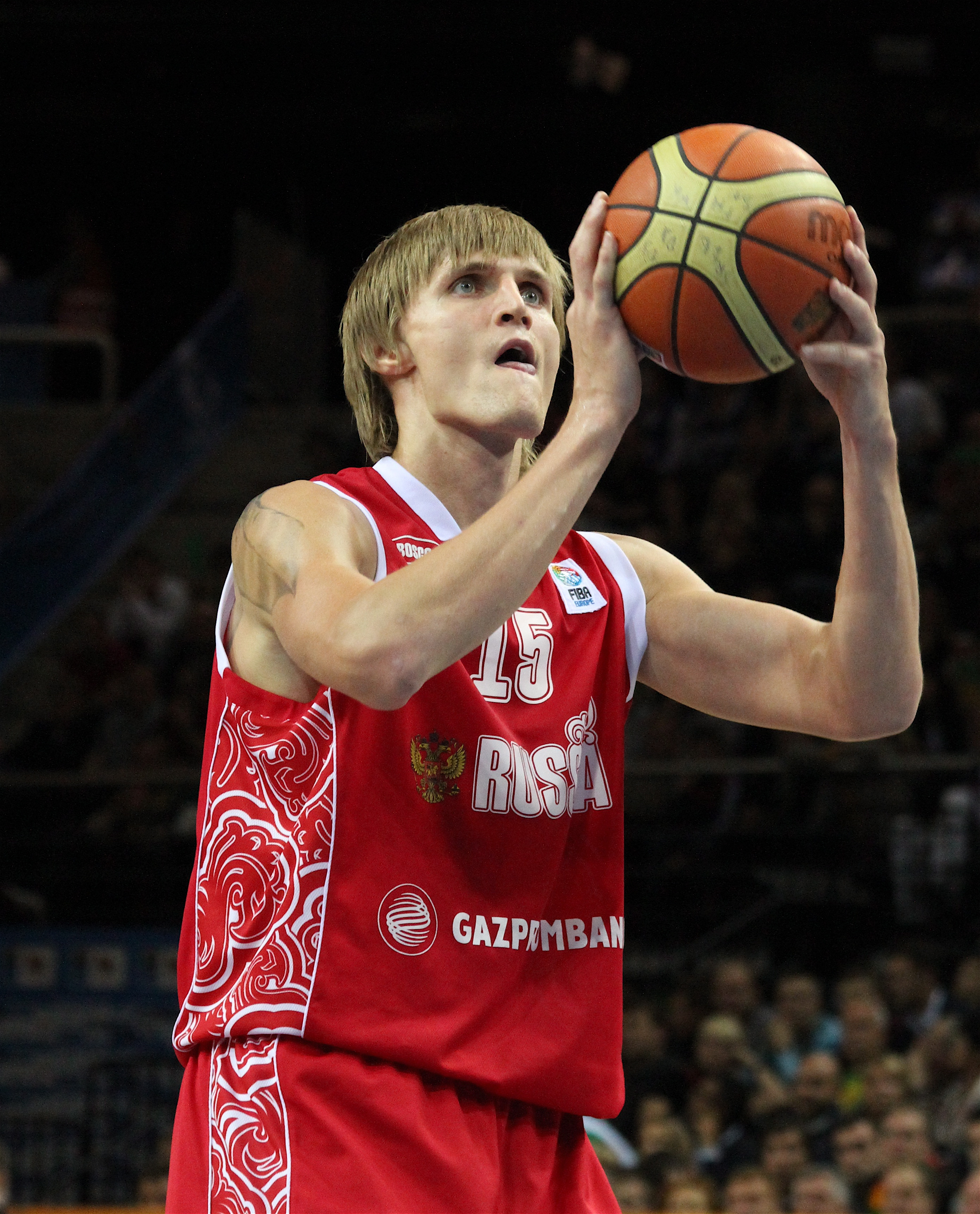
Andrej Kirilenko, inserito tre volte nel miglior quintetto

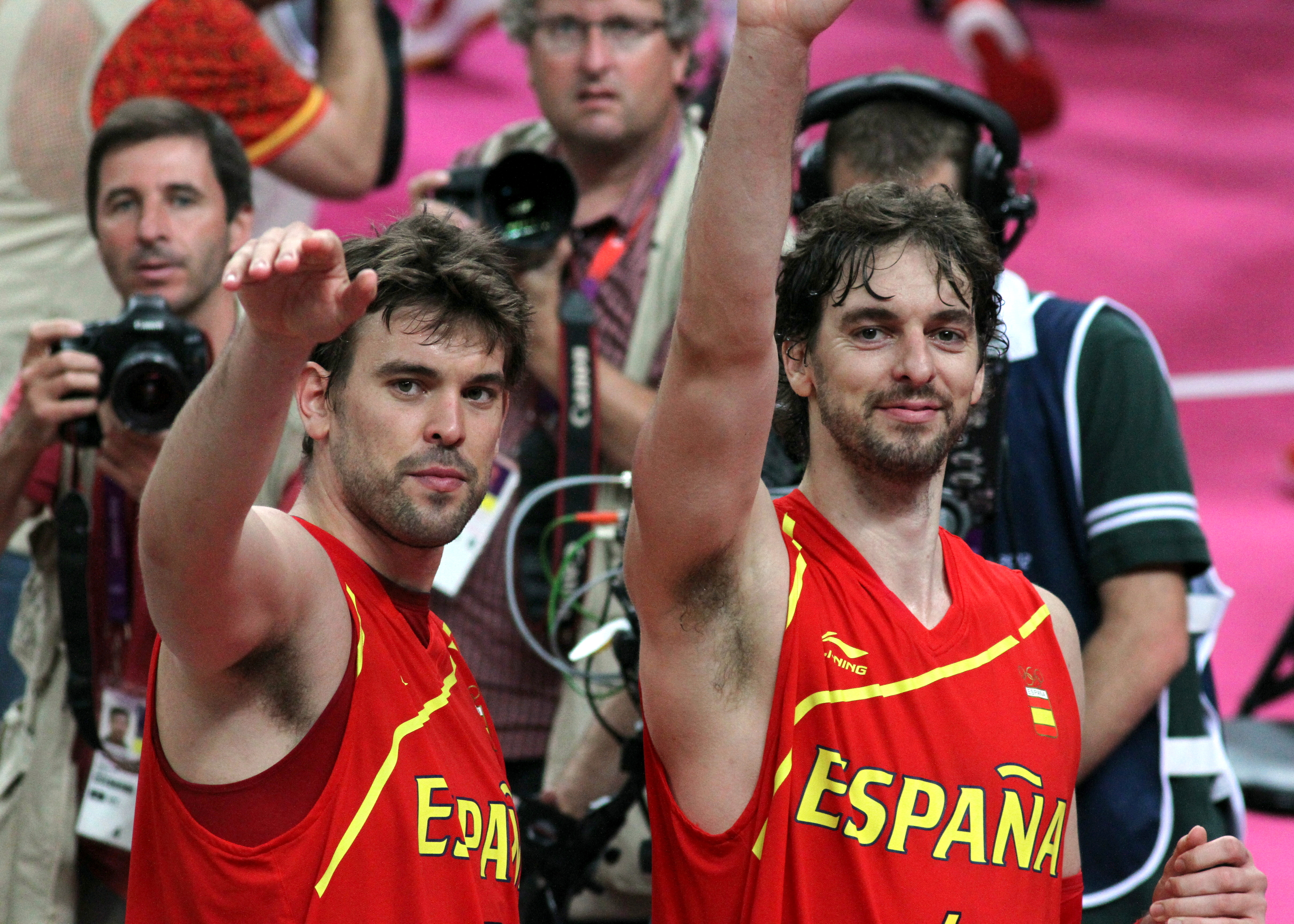
Pau Gasol (a destra vicino al fratello Marc) inserito sette volte nel miglior quintetto

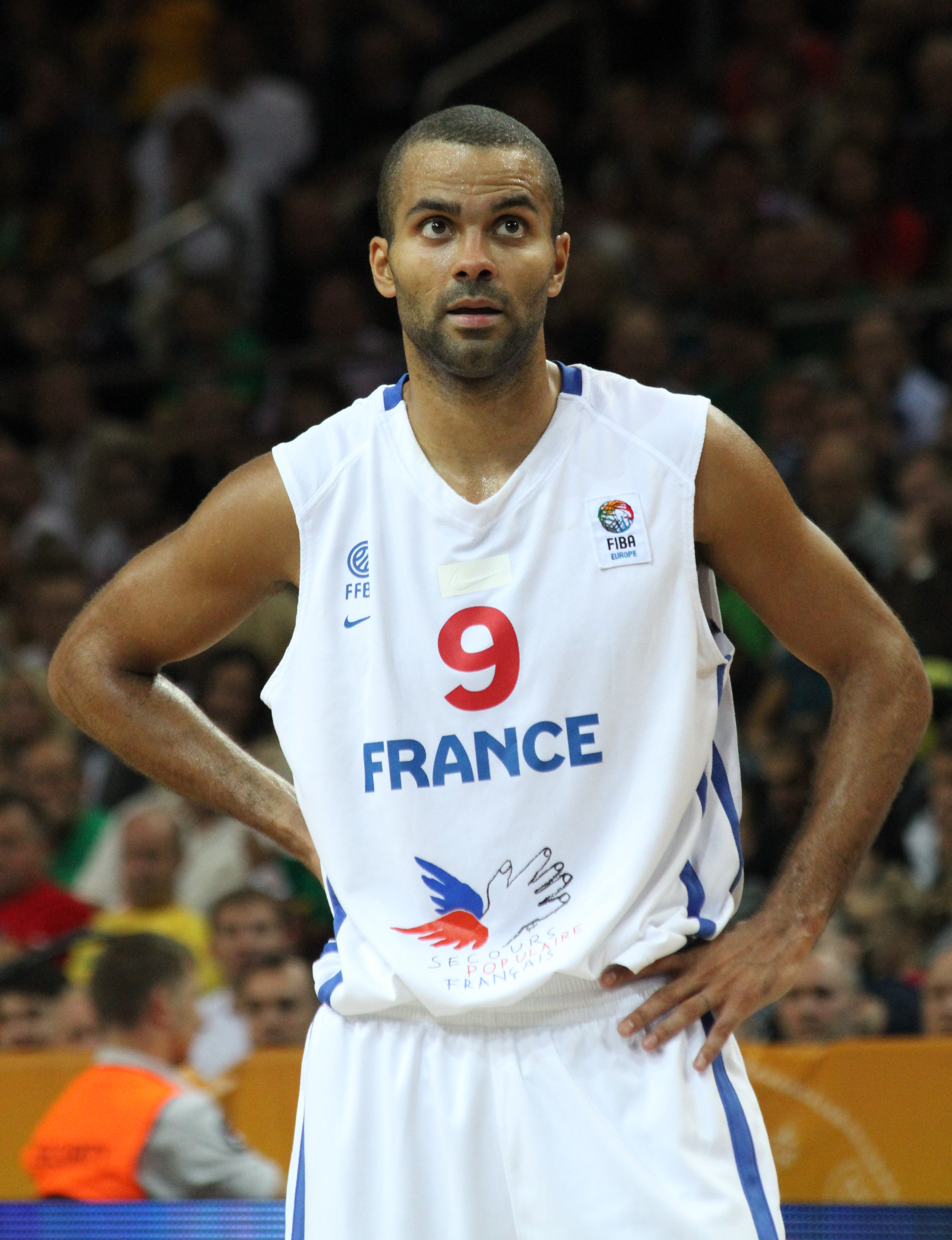
Tony Parker, inserito tre volte nel miglior quintetto

| Grassetto | MVP del torneo |

| Edizione |                           |                  |
| Edizione | Giocatore                 | Nazionale        |
| -------- | ------------------------- | ---------------- |
| 1967     | Sergej Belov              | Unione Sovietica |
| 1967     | Modestas Paulauskas       | Unione Sovietica |
| 1967     | Jiří Zedníček             | Cecoslovacchia   |
| 1967     | Jiří Zídek                | Cecoslovacchia   |
| 1967     | Veikko Vainio             | Finlandia        |
| 1969     | Sergej Belov (2)          | Unione Sovietica |
| 1969     | Ivo Daneu                 | Jugoslavia       |
| 1969     | Edward Jurkiewicz         | Polonia          |
| 1969     | Clifford Luyk             | Spagna           |
| 1969     | Krešimir Ćosić            | Jugoslavia       |
| 1971     | Sergej Belov (3)          | Unione Sovietica |
| 1971     | Modestas Paulauskas (2)   | Unione Sovietica |
| 1971     | Edward Jurkiewicz (2)     | Polonia          |
| 1971     | Krešimir Ćosić (2)        | Jugoslavia       |
| 1971     | Atanas Golomeev           | Bulgaria         |
| 1973     | Sergej Belov (4)          | Unione Sovietica |
| 1973     | Francesc Buscató          | Spagna           |
| 1973     | Wayne Brabender           | Spagna           |
| 1973     | Krešimir Ćosić (3)        | Jugoslavia       |
| 1973     | Atanas Golomeev (2)       | Bulgaria         |
| 1975     | Sergej Belov (5)          | Unione Sovietica |
| 1975     | Dražen Dalipagić          | Jugoslavia       |
| 1975     | Wayne Brabender (2)       | Spagna           |
| 1975     | Krešimir Ćosić (4)        | Jugoslavia       |
| 1975     | Atanas Golomeev (3)       | Bulgaria         |
| 1977     | Zoran Slavnić             | Jugoslavia       |
| 1977     | Miki Berkovich            | Israele          |
| 1977     | Dražen Dalipagić (2)      | Jugoslavia       |
| 1977     | Kees Akerboom             | Paesi Bassi      |
| 1977     | Atanas Golomeev (4)       | Bulgaria         |
| 1979     | Sergej Belov (6)          | Unione Sovietica |
| 1979     | Dragan Kićanović          | Jugoslavia       |
| 1979     | Miki Berkovich (2)        | Israele          |
| 1979     | Krešimir Ćosić (5)        | Jugoslavia       |
| 1979     | Volodymyr Tkačenko        | Unione Sovietica |
| 1981     | Valdis Valters            | Unione Sovietica |
| 1981     | Dragan Kićanović (2)      | Jugoslavia       |
| 1981     | Dražen Dalipagić (3)      | Jugoslavia       |
| 1981     | Anatolij Myškin           | Unione Sovietica |
| 1981     | Volodymyr Tkačenko (2)    | Unione Sovietica |
| 1983     | Juan Antonio Corbalán     | Spagna           |
| 1983     | Nikos Galīs               | Grecia           |
| 1983     | Juan Antonio San Epifanio | Spagna           |
| 1983     | Stano Kropilák            | Cecoslovacchia   |
| 1983     | Arvydas Sabonis           | Unione Sovietica |
| 1985     | Valdis Valters (2)        | Unione Sovietica |
| 1985     | Dražen Petrović           | Jugoslavia       |
| 1985     | Detlef Schrempf           | Germania Ovest   |
| 1985     | Fernando Martín           | Spagna           |
| 1985     | Arvydas Sabonis (2)       | Unione Sovietica |
| 1987     | Šarūnas Marčiulionis      | Unione Sovietica |
| 1987     | Nikos Galīs (2)           | Grecia           |
| 1987     | Oleksandr Volkov          | Unione Sovietica |
| 1987     | Andrés Jiménez            | Spagna           |
| 1987     | Panagiōtīs Fasoulas       | Grecia           |
| 1989     | Dražen Petrović (2)       | Jugoslavia       |
| 1989     | Nikos Galīs (3)           | Grecia           |
| 1989     | Žarko Paspalj             | Jugoslavia       |
| 1989     | Stéphane Ostrowski        | Francia          |
| 1989     | Dino Rađa                 | Jugoslavia       |
| 1991     | Ferdinando Gentile        | Italia           |
| 1991     | Nikos Galīs (4)           | Grecia           |
| 1991     | Toni Kukoč                | Jugoslavia       |
| 1991     | Antonio Martín Espina     | Spagna           |
| 1991     | Vlade Divac               | Jugoslavia       |
| 1993     | Sergej Bazarevič          | Russia           |
| 1993     | Jordi Villacampa          | Spagna           |
| 1993     | Fanīs Christodoulou       | Grecia           |
| 1993     | Christian Welp            | Germania         |
| 1993     | Dino Rađa (2)             | Croazia          |
| 1995     | Šarūnas Marčiulionis (2)  | Lituania         |
| 1995     | Toni Kukoč (2)            | Croazia          |
| 1995     | Fanīs Christodoulou (2)   | Grecia           |
| 1995     | Vlade Divac (2)           | Jugoslavia       |
| 1995     | Arvydas Sabonis (3)       | Lituania         |
| 1997     | Aleksandar Đorđević       | Jugoslavia       |
| 1997     | Dominik Tomczyk           | Polonia          |
| 1997     | Dejan Bodiroga            | Jugoslavia       |
| 1997     | Željko Rebrača            | Jugoslavia       |
| 1997     | Michail Michajlov         | Russia           |
| 1999     | Andrea Meneghin           | Italia           |
| 1999     | Carlton Myers             | Italia           |
| 1999     | Alberto Herreros          | Spagna           |
| 1999     | Dejan Bodiroga (2)        | Jugoslavia       |
| 1999     | Gregor Fučka              | Italia           |
| 2001     | Damir Mulaomerović        | Croazia          |
| 2001     | Predrag Stojaković        | Jugoslavia       |
| 2001     | Hidayet Türkoğlu          | Turchia          |
| 2001     | Dirk Nowitzki             | Germania         |
| 2001     | Pau Gasol                 | Spagna           |
| 2003     | Tony Parker               | Francia          |
| 2003     | Šarūnas Jasikevičius      | Lituania         |
| 2003     | Saulius Štombergas        | Lituania         |
| 2003     | Andrej Kirilenko          | Russia           |
| 2003     | Pau Gasol (2)             | Spagna           |
| 2005     | Dīmītrīs Diamantidīs      | Grecia           |
| 2005     | Theodōros Papaloukas      | Grecia           |
| 2005     | Juan Carlos Navarro       | Spagna           |
| 2005     | Boris Diaw                | Francia          |
| 2005     | Dirk Nowitzki (2)         | Germania         |
| 2007     | José Calderón             | Spagna           |
| 2007     | Ramūnas Šiškauskas        | Lituania         |
| 2007     | Andrej Kirilenko (2)      | Russia           |
| 2007     | Dirk Nowitzki (3)         | Germania         |
| 2007     | Pau Gasol (3)             | Spagna           |
| 2009     | Vasilīs Spanoulīs         | Grecia           |
| 2009     | Miloš Teodosić            | Serbia           |
| 2009     | Rudy Fernández            | Spagna           |
| 2009     | Erazem Lorbek             | Slovenia         |
| 2009     | Pau Gasol (4)             | Spagna           |
| 2011     | Bo McCalebb               | Macedonia        |
| 2011     | Tony Parker (2)           | Francia          |
| 2011     | Juan Carlos Navarro (2)   | Spagna           |
| 2011     | Andrej Kirilenko (3)      | Russia           |
| 2011     | Pau Gasol (5)             | Spagna           |
| 2013     | Tony Parker (3)           | Francia          |
| 2013     | Goran Dragić              | Slovenia         |
| 2013     | Bojan Bogdanović          | Croazia          |
| 2013     | Linas Kleiza              | Lituania         |
| 2013     | Marc Gasol                | Spagna           |
| 2015     | Sergio Rodríguez          | Spagna           |
| 2015     | Nando de Colo             | Francia          |
| 2015     | Jonas Mačiulis            | Lituania         |
| 2015     | Jonas Valančiūnas         | Lituania         |
| 2015     | Pau Gasol (6)             | Spagna           |
| 2017     | Luka Dončić               | Slovenia         |
| 2017     | Goran Dragić (2)          | Slovenia         |
| 2017     | Aleksej Šved              | Russia           |
| 2017     | Bogdan Bogdanović         | Serbia           |
| 2017     | Pau Gasol (7)             | Spagna           |
| 2022     | Dennis Schröder           | Germania         |
| 2022     | Lorenzo Brown             | Spagna           |
| 2022     | Giannīs Antetokounmpo     | Grecia           |
| 2022     | Guillermo Hernangómez     | Spagna           |
| 2022     | Rudy Gobert               | Francia          |

## Giocatori inseriti più volte nel quintetto ideale
| Inclusioni | Giocatore                                            |
| ---------- | ---------------------------------------------------- |
| 7          | Pau Gasol (2001, 2003, 2007, 2009, 2011, 2015, 2017) |
| 6          | Sergej Belov (1967, 1969, 1971, 1973, 1975, 1979)    |
| 5          | Krešimir Ćosić (1969, 1971, 1973, 1975, 1979)        |
| 4          | Atanas Golomeev (1971, 1973, 1975, 1977)             |
| 4          | Nikos Galīs (1983, 1987, 1989, 1991)                 |
| 3          | Dražen Dalipagić (1975, 1977, 1981)                  |
| 3          | Arvydas Sabonis (1983, 1985, 1995)                   |
| 3          | Dirk Nowitzki (2001, 2005, 2007)                     |
| 3          | Andrej Kirilenko (2003, 2007, 2011)                  |
| 3          | Tony Parker (2003, 2011, 2013)                       |
| 2          | Modestas Paulauskas (1967, 1971)                     |
| 2          | Edward Jurkiewicz (1969, 1971)                       |
| 2          | Wayne Brabender (1973, 1975)                         |
| 2          | Miki Berkovich (1977, 1979)                          |
| 2          | Dragan Kićanović (1979, 1981)                        |
| 2          | Volodymyr Tkačenko (1979, 1981)                      |
| 2          | Valdis Valters (1981, 1985)                          |
| 2          | Dražen Petrović (1985, 1989)                         |
| 2          | Dino Rađa (1989, 1993)                               |
| 2          | Šarūnas Marčiulionis (1987, 1995)                    |
| 2          | Toni Kukoč (1991, 1995)                              |
| 2          | Fanīs Christodoulou (1993, 1995)                     |
| 2          | Vlade Divac (1991, 1995)                             |
| 2          | Dejan Bodiroga (1997, 1999)                          |
| 2          | Juan Carlos Navarro (2005, 2011)                     |
| 2          | Goran Dragić (2013, 2017)                            |